# Leptolejeunea arunachalensis
Leptolejeunea arunachalensis là một loài Rêu trong họ Lejeuneaceae. Loài này được Sudipa Das & D.K. Singh mô tả khoa học đầu tiên năm 2008.